# Caprella santosrosai
Caprella santosrosai is een vlokreeftensoort uit de familie van de Caprellidae. De wetenschappelijke naam van de soort is voor het eerst geldig gepubliceerd in 1995 door Sanchez-Moyano, Jimenez-Martin & Garcia-Gomez.